# Décès en juillet 2008
Décès
- 2004
- 2005
- 2006
- 2007
- 2008
- 2009
- 2010
- 2011
- 2012

Pour une information complémentaire, voir la page d'aide.

| Date        | Nom                         | Activités                                                                                              | Âge | Source |
| ----------- | --------------------------- | --- | --- | ------ |
| 1er juillet | Mel Galley                  | Ancien guitariste britannique de Whitesnake                                                            | 60  |        |
| 1er juillet | Pierre Lasjaunias           | Médecin français, pionnier de la neuroradiologie.                                                      | 59  |        |
| 2 juillet   | Alain Dister                | Journaliste, écrivain et photographe français                                                          | 66  |        |
| 2 juillet   | Solange Harvey              | Chroniqueuse et courriériste québécoise du Journal de Montréal                                         | 77  |        |
| 2 juillet   | Natasha Shneider            | Chanteuse, compositrice et musicienne américaine                                                       | 52  |        |
| 2 juillet   | Abdel Wahab al-Messiri (en) | Chef du mouvement d’opposition égyptien Kefaya                                                         | 70  |        |
| 3 juillet   | Georges Folgoas             | Réalisateur français de télévision.                                                                    | 81  |        |
| 3 juillet   | Larry Harmon                | Acteur, producteur, scénariste et réalisateur américain                                                | 83  |        |
| 4 juillet   | Jean-René Gougeon           | Driver français. Recordman de victoires au Prix d'Amérique                                             | 80  |        |
| 4 juillet   | Jesse Helms                 | Homme politique américain. Sénateur de Caroline du Nord de 1973 à 2003.                                | 86  |        |
| 4 juillet   | Evelyn Keyes                | Actrice américaine                                                                                     | 91  |        |
| 4 juillet   | Terrence Kiel (en)          | Joueur de football américain de 2003 à 2006 pour les Chargers de San Diego de la NFL                   | 27  |        |
| 5 juillet   | Jean-Guy Chapados           | Musicien québécois, ancien du groupe les Baronets                                                      | 65  |        |
| 5 juillet   | Thomas M. Disch             | Écrivain américain de science-fiction                                                                  | 68  |        |
| 5 juillet   | Hasan Doğan (en)            | Président de la fédération turque de football                                                          | 52  |        |
| 5 juillet   | René Harris                 | Ancien président de la république de Nauru                                                             | 61  |        |
| 6 juillet   | Bob Ackles (en)             | Président et chef de la direction des Lions de la Colombie-Britannique de la LCF                       | 69  |        |
| 6 juillet   | Bobby Durham                | Musicien, membre du Bobby Durham Trio, batteur de jazz américain.                                      | 71  |        |
| 6 juillet   | Guy Lardreau                | Philosophe français                                                                                    | 61  |        |
| 6 juillet   | Nonna Mordioukova           | Actrice russe, vue dans plus d'une soixantaine de films.                                               | 83  |        |
| 6 juillet   | Cynthia Owen                | Actrice et chanteuse américaine.                                                                       | 44  |        |
| 6 juillet   | Armando Ramos (en)          | Boxeur professionnel américain, surnommée "Mando".                                                     | 60  |        |
| 7 juillet   | Bruce Conner                | Sculpteur et réalisateur américain                                                                     | 74  |        |
| 7 juillet   | Karel Hála                  | Chanteur tchèque                                                                                       | 75  |        |
| 7 juillet   | Dorian Leigh                | Mannequin américain, considérée comme la première des supermodels.                                     | 91  |        |
| 7 juillet   | Giovanni Viola              | Gardien de but italien de la Juventus (1945-46 puis 1949-1958).                                        | 82  | (it)   |
| 8 juillet   | John Templeton              | Investisseur et philanthrope britannique                                                               | 95  |        |
| 9 juillet   | Seamus Brennan (en)         | Ministre des arts, des sports et du tourisme d'Irlande                                                 | 60  |        |
| 9 juillet   | Jean Gélamur                | Ancien président de Bayard Presse (1960-1985)                                                          | 87  |        |
| 10 juillet  | Bernard Cahier              | Journaliste et photographe français spécialisé dans le sport automobile                                | 81  |        |
| 11 juillet  | Michael E. DeBakey          | Pionnier américain de la chirurgie cardio-vasculaire                                                   | 99  |        |
| 11 juillet  | Anatoli Pristavkine         | Écrivain russe auteur de plus de 25 ouvrages dont Un nuage d’or sur le Caucase                         | 76  |        |
| 12 juillet  | Daniel Caux                 | Musicologue, essayiste, journaliste, homme de radio et organisateur d'évènements musicaux              | 72  |        |
| 12 juillet  | Reinhard Fabisch            | Footballeur allemand devenu entraîneur et sélectionneur de divers pays.                                | 57  | (en)   |
| 12 juillet  | Rob Guinn                   | Joueur de hockey sur glace canadien des Oilers de Tulsa                                                | 32  |        |
| 12 juillet  | Bobby Murcer (en)           | Ancien joueur, dirigeant et commentateur américain des Yankees de New York                             | 62  |        |
| 12 juillet  | Olive Riley (en)            | Blogueuse australienne la plus vieille du monde                                                        | 108 |        |
| 12 juillet  | Tony Snow                   | Journaliste américain. Porte-parole de la Maison-Blanche de 2006 à 2007                                | 53  |        |
| 13 juillet  | Bronisław Geremek           | Homme politique polonais. Ministre des Affaires étrangères de 1997 à 2000 et député européen.          | 76  |        |
| 14 juillet  | Gaston Compère              | Écrivain belge d'expression française                                                                  | 83  |        |
| 14 juillet  | Luke Kruytbosch (en)        | Commentateur canadien, annonceur du Derby du Kentucky                                                  | 47  |        |
| 14 juillet  | Denis Kudashev              | Coureur cycliste russe                                                                                 | 27  |        |
| 14 juillet  | Katie Reider (en)           | Chanteuse et musicienne américaine                                                                     | 30  |        |
| 14 juillet  | Alberto Teta Lando          | Chanteur et musicien angolais                                                                          | 60  |        |
| 15 juillet  | György Kolonics             | Double champion olympique hongrois de canoë en ligne                                                   | 36  |        |
| 16 juillet  | Roger Landes                | Agent du service secret britannique Special Operations Executive                                       | 91  | (en)   |
| 17 juillet  | Lindsay Thompson            | Politicien australien, ancien Premier ministre du Victoria                                             | 84  |        |
| 18 juillet  | Lux Botté                   | Chanteur français du groupe marseillais Massilia Sound System                                          | 47  |        |
| 18 juillet  | Edouard Fachleitner         | Coureur cycliste français                                                                              | 87  |        |
| 18 juillet  | El Hachmi El Filali         | Nationaliste et ministre des Habous et des Affaires Islamiques du Maroc                                | 96  |        |
| 18 juillet  | Brigitte Laflamme           | Première Québécoise atteinte de mucoviscidose à recevoir une greffe de poumons                         | 37  |        |
| 18 juillet  | Lucien Léger                | Criminel français, ex-plus ancien prisonnier de France, libéré en 2005 après 41 ans de détention       | 71  |        |
| 18 juillet  | Tauno Marttinen             | Compositeur, critique musical et chef d'orchestre finlandais                                           | 95  |        |
| 18 juillet  | Khosro Shakibai             | Acteur iranien                                                                                         | 64  |        |
| 19 juillet  | Anastasia Blue              | Actrice pornographique américaine.                                                                     | 28  |        |
| 19 juillet  | Bernard Coutant             | Prêtre et peintre français                                                                             | 87  |        |
| 19 juillet  | Jacques Izoard              | Poète et essayiste belge d'expression française                                                        | 72  |        |
| 20 juillet  | Michel Junot                | Haut fonctionnaire et homme politique français                                                         | 91  |        |
| 20 juillet  | Yann Richter                | Homme politique suisse                                                                                 | 80  |        |
| 21 juillet  | Donald Buka                 | Acteur américain                                                                                       | 87  |        |
| 22 juillet  | Joe Beck                    | Guitariste de jazz américain                                                                           | 62  |        |
| 22 juillet  | Greg Burson                 | Acteur américain                                                                                       | 59  |        |
| 22 juillet  | Estelle Getty               | Actrice américaine                                                                                     | 84  |        |
| 23 juillet  | Kurt Furgler                | Homme politique suisse. Ancien Président de la Confédération suisse.                                   | 84  |        |
| 23 juillet  | Roger Perelman              | Médecin français, pédiatre, rescapé d'Auschwitz                                                        | 86  |        |
| 24 juillet  | Norman Dello Joio           | Compositeur américain                                                                                  | 95  | (en)   |
| 24 juillet  | Akiho Miyashiro             | Géologue japonais.                                                                                     | 87  | (en)   |
| 24 juillet  | Alain Suied                 | Poète français                                                                                         | 57  |        |
| 25 juillet  | Hiram Bullock               | Guitariste américain                                                                                   | 52  |        |
| 25 juillet  | Johnny Griffin              | Saxophoniste de jazz américain.                                                                        | 80  | (en)   |
| 25 juillet  | Enzo Moser                  | Coureur cycliste et directeur sportif italien                                                          | 67  |        |
| 25 juillet  | Randy Pausch                | Professeur d'informatique américain                                                                    | 47  |        |
| 25 juillet  | Herizo Razafimahaleo        | Homme politique malgache, ancien ministre et député, fondateur du parti politique LEADER-Fanilo        | 53  |        |
| 26 juillet  | Daniel Santamans            | Ancien joueur et entraîneur de rugby à XV français                                                     | 49  |        |
| 27 juillet  | Youssef Chahine             | Cinéaste égyptien                                                                                      | 82  |        |
| 27 juillet  | Jean-Jacques de Felice      | Avocat français. Vice-président de la Ligue des droits de l'homme de 1983 à 1996                       | 80  |        |
| 27 juillet  | Russell Johnston            | Homme politique britannique                                                                            | 75  | (en)   |
| 27 juillet  | Wendo Kolosoy               | Musicien et chanteur congolais, père-fondateur de la rumba kinoise et de la musique congolaise moderne | 83  |        |
| 27 juillet  | Marisa Merlini              | Actrice italienne                                                                                      | 84  |        |
| 27 juillet  | Margaret Ringenberg         | Célebre aviatrice américaine                                                                           | 87  |        |
| 27 juillet  | Anatoliy Tyazhlov (en)      | Politicien russe, gouverneur de Oblast de Moscou                                                       | 66  |        |
| 28 juillet  | Milcho Goranov              | footballeur international bulgare                                                                      | 79  |        |
| 28 juillet  | Suzanne Tamim               | Chanteuse libanaise                                                                                    | 30  |        |
| 28 juillet  | Midhat Mursi Al-Sayid Umar  | Spécialiste égyptien des armes chimiques d'Al-Qaida                                                    | 55  |        |
| 29 juillet  | Pierre Berès                | Libraire et éditeur français                                                                           | 95  |        |
| 29 juillet  | Luther Davis                | Scénariste et acteur de théâtre américain.                                                             | 91  |        |
| 29 juillet  | Ishmeet Singh Sodhi (en)    | Chanteur Indien, gagnant du concours Star Voice of India (en) 2007                                     | 18  |        |
| 30 juillet  | Vittorio Fiorucci           | Affichiste québécois de renommée internationale.                                                       | 75  |        |
| 30 juillet  | Georges Lapassade           | Philosophe et sociologue français.                                                                     | 84  |        |
| 31 juillet  | Leif Pettersen (en)         | Ancien joueur de football canadien de la LCF, avec Saskatchewan et Hamilton                            | 57  |        |
| 31 juillet  | Lee Young (en)              | Batteur de jazz américain                                                                              | 94  |        |